# Robert Graham

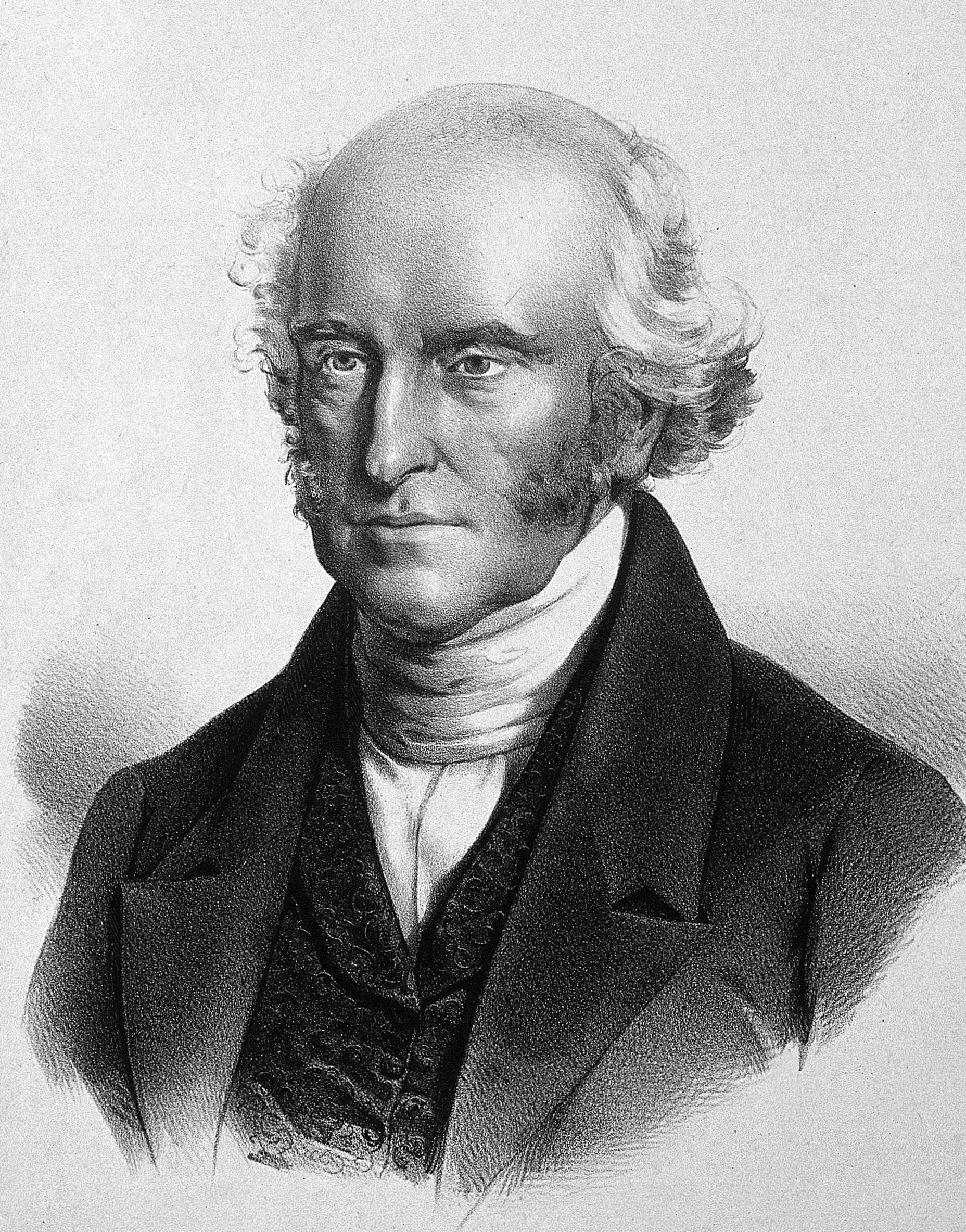
Robert Graham

Robert Graham (Stirling, 7 de dezembro de 1786 — Clodoch, Perthshire, 7 de agosto de 1845) foi um botânico escocês.

## Vida
Graham nasceu em Stirling, filho do Dr. Robert Graham, médico. Após estudar na Escola de Gramática de Stirling, ele continuou primeiro na Universidade de Glasgow e depois na Universidade de Edimburgo, onde se formou por volta de 1806 e completou seu MD em 1808. Ele treinou ainda mais no Hospital St. Bartholomew, Londres, onde se qualificou como cirurgião. Em seguida, retornou à Escócia para trabalhar no Hospital Real de Glasgow entre 1812-3 e 1816-19.

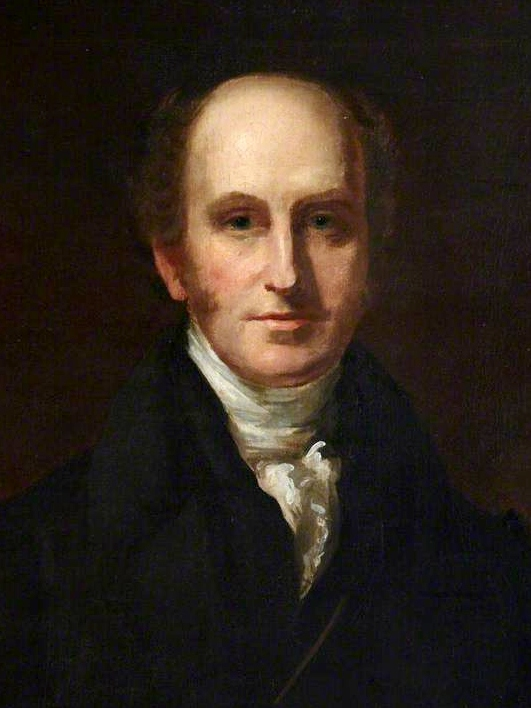
Robert Graham por Colvin Smith

Em 1816, ele começou a dar aulas de botânica na Universidade de Glasgow, assumindo após a renúncia de Thomas Brown of Lanfine and Waterhaughs. Ele foi uma figura importante na criação do Jardim Botânico de Glasgow e foi o primeiro titular da Cátedra de Botânica em Glasgow em 1818. Em 1820, mudou-se para Edimburgo para assumir o cargo de Professor de Botânica e Medicina na Universidade de Edimburgo, função que continuou até 1845. Ele também foi médico no Hospital Real de Edimburgo e o sexto Guardião Régio do Jardim Botânico Real de Edimburgo (1820-1845).

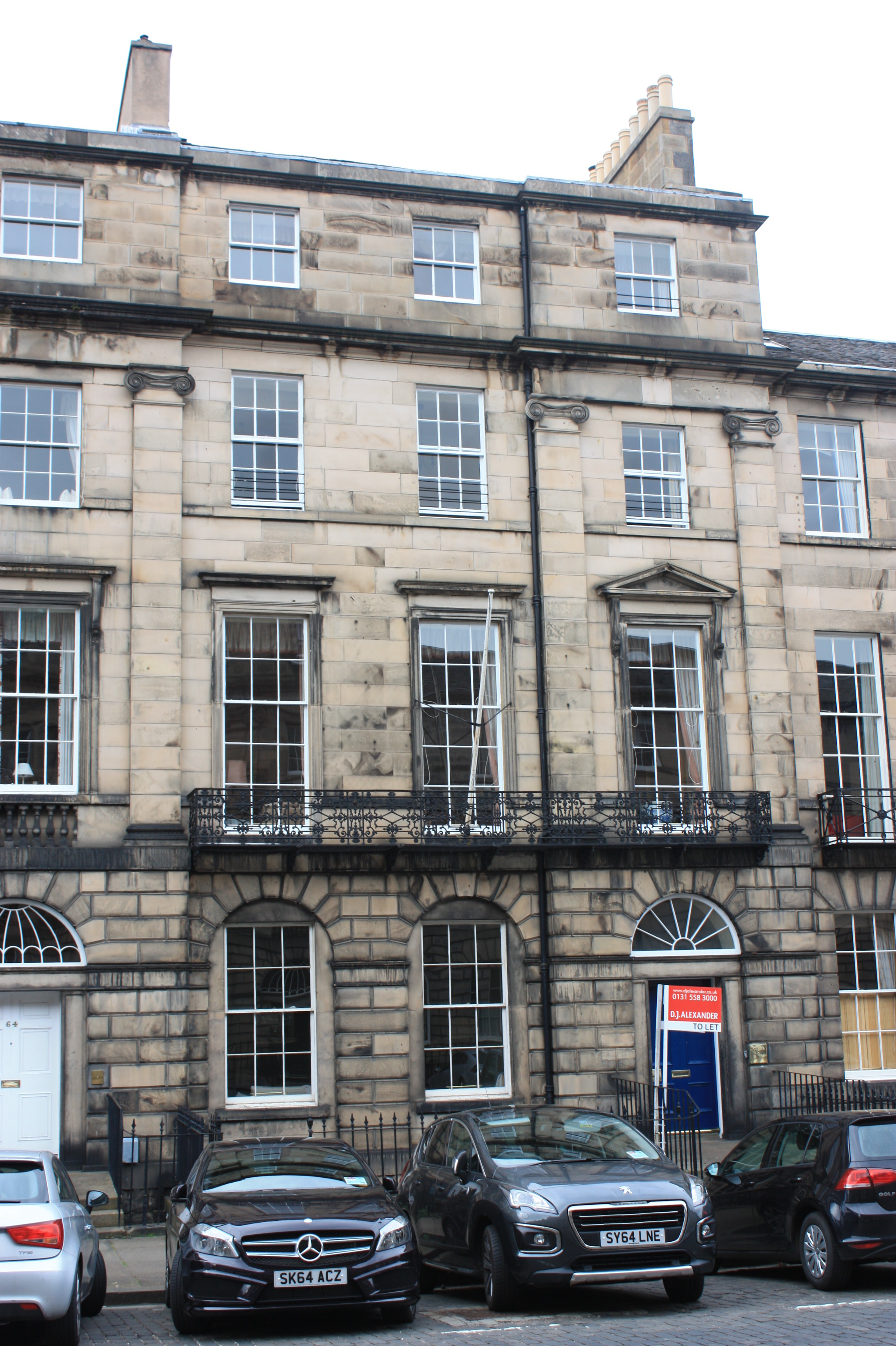
Residência de Robert Graham no número 62 da Great King Street, Edimburgo

Em 1820, foi eleito membro do Clube Esculápio. Em 1821, Graham foi eleito Membro da Sociedade Real de Edimburgo, tendo sido proposto por Thomas Charles Hope. Em 1821, Graham também foi eleito membro da Sociedade Harveiana de Edimburgo e serviu como Presidente em 1825.

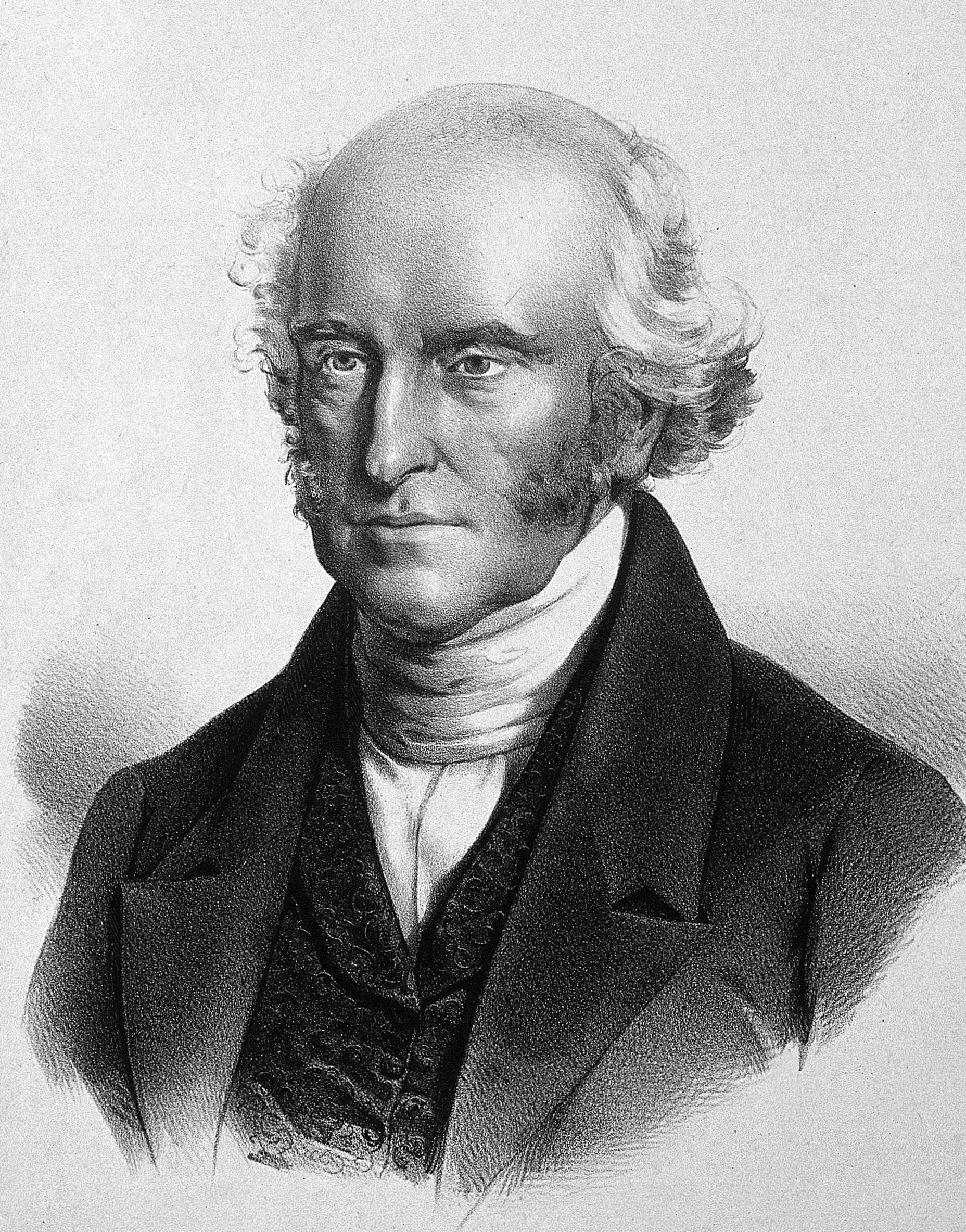
Robert Graham

Na década de 1830, ele está listado como residente no número 62 da Great King Street na Nova Cidade de Edimburgo.
De 1840 a 1842, ele serviu como Presidente do Colégio Real de Médicos de Edimburgo.
Ele faleceu em Coldoch, Perthshire, em 7 de agosto de 1845.

## Associações e cargos ocupados
- Membro da Sociedade das Terras Altas, 1821-45
- Membro da Sociedade Real de Edimburgo, 1821-1845
- Presidente do Colégio Real de Médicos de Edimburgo, 1840-42
- Primeiro Presidente da Sociedade Botânica de Edimburgo, 1836
- Presidente da Sociedade Médico-Cirúrgica, 1842

## Contribuições botânicas
Ele escreveu descrições de plantas novas e raras cultivadas nos jardins, que foram publicadas na Edinburgh New Philosophical Magazine, Curtis's Botanical Magazine e Companion to the Botanical Magazine de Hooker.
Entre as plantas que ele descreveu estava o arbusto australiano Lasiopetalum macrophyllum.

## Na ficção
Robert Graham aparece como personagem no romance The Fair Botanists (2021) de Sara Sheridan.